# Refugium
Das Refugium (lateinisch refugere) bezeichnet den Zufluchtsort (auch: Unterschlupf) eines Individuums. War von einem Zufluchtsort die Rede, wurde früher auch der Begriff Unterschleif (Herberge) synonym für Unterschlupf verwendet.
Wie das lateinische Zitat (siehe unten im Abschnitt Geschichte) aus dem Rechtskodex belegt, bezieht sich Refugium speziell auf Privatpersonen, wird mitunter aber auch auf Tiere (siehe zweites Zitat von Gottfried Keller) und Pflanzen bezogen, insbesondere auf geschützte oder seltene Arten; gängiger ist allerdings die Bezeichnung Refugialraum.
In der englischen und französischen Sprache hat sich die lateinische Stammform stärker bewahrt (vgl. z. B. englisch refugee ‚Flüchtling‘).
Ein Refugium war auch ein Haus innerhalb einer befestigten Stadt, in das sich Brüder oder Schwestern eines Klosters zurückziehen konnten, wenn ihr Kloster selbst wegen Kriegshandlungen zu unsicher war.

## Verwendungsbeispiele

### Geschichte
„Domus tutissimum cuique refugium atque receptaculum.“ – „Das eigene Haus ist für jeden der sicherste Zufluchtsort.“

„Da brachte ich eine neue Fliege herbei; die Spinne packte sie wie die frühere; allein schon machte sich der erste Wegelagerer wieder herbei, dem der Hunger keine Wahl lassen mochte; und nun, statt das neue Opfer kunstgerecht einzuwickeln, nahm sie es kurzweg zwischen die Freßzangen und trug es, wie der Bär das Lamm, nicht nach dem Mittelsitze, sondern aus dem Netze heraus nach einem Refugium.“

### Film
„Die wollen, dass man tot ist, oder ihre Lügen glaubt. Da kann ein Mann nur eins tun: Sich etwas suchen, das ihm gehört und sich ein Refugium schaffen.“

„Refugium ist ein Wort, mit dem hier ein kleiner, sicherer Ort in einer unsicheren, beunruhigenden Welt bezeichnet wird. Etwa so wie eine Oase in einer Wüste oder eine Insel auf stürmischer See. Die Baudelaire-Kinder genossen den Abend in ihrem selbsterrichteten Refugium, doch tief im Herzen wussten sie, dass die beunruhigende Welt direkt vor ihrer Tür lag, eine Welt, das muss ich leider sagen, die mit zwei bedrückenden Wörtern beschrieben ist:“ – „ … Sorgerecht gewährt!“

### Politik
„Andererseits gehörte der Eintritt in die SPD für ihn »zu den emotionaleren Momenten im Leben«, Partei, das sei für ihn, »pathetisch gesagt, ein Stück Heimat, ein emotionales Refugium«.“